# Đường hầm eo biển Bột Hải

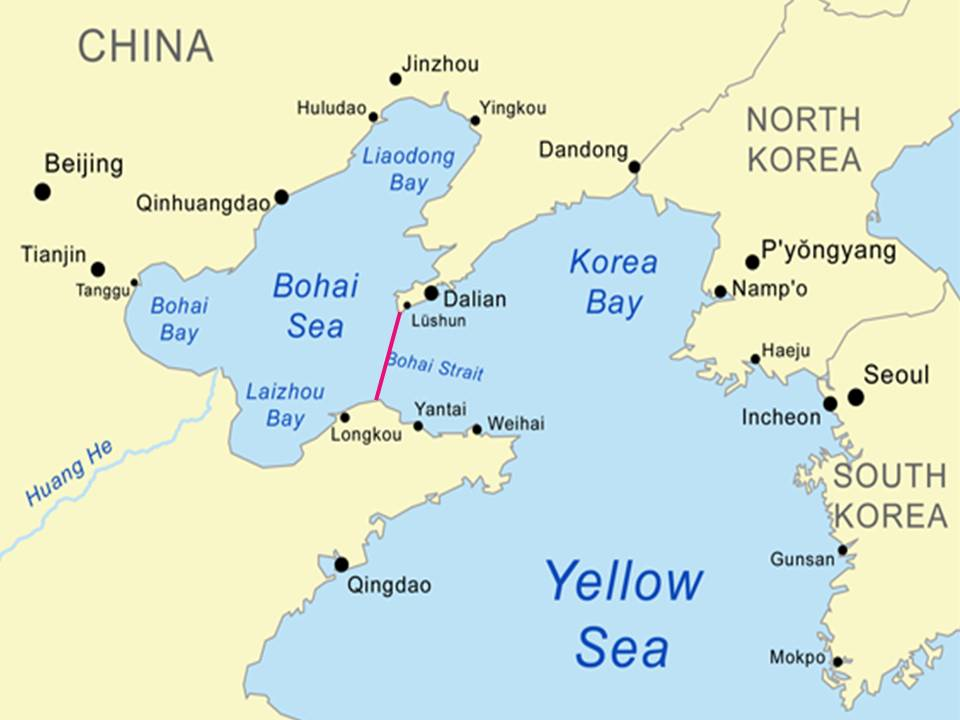
Dự kiến tuyến đường hầm (tuyến đỏ)

Đường hầm eo biển Bột Hải là đề xuất dự án đường hầm nối Đại Liên và Yên Đài ở Trung Quốc. Dự án đường hầm dự kiến hoàn tất khoảng giữa năm 2016 đến năm 2020, tổng kinh phí khoảng 36 tỷ USD. Đường hầm dài 123 km, trong đó có 90 km đi dưới nước. Khi xây xong đường hầm, xe cộ sẽ được vận chuyển trên các toa tàu chạy với vận tốc lên đến 220 km/giờ.
Sau khi hoàn thành, đây sẽ là đường hầm dài nhất thế giới, dài hơn đường hầm Seikan tại Nhật Bản và đường hầm eo biển Manche nối Anh và Pháp.